# Trichoncus orientalis
Trichoncus orientalis är en spindelart som beskrevs av Kirill Yeskov 1992. Trichoncus orientalis ingår i släktet Trichoncus och familjen täckvävarspindlar. Inga underarter finns listade i Catalogue of Life.